# Фоса (притока Здвижу)
Фоса(Фасівочка) — річка в Україні, у Макарівському районі Київської області. Права притока Здвижу (басейн Дніпра).

## Опис
Довжина річки 13 км, похил річки — 3,0 м/км. Формується з багатьох безіменних струмків та водойм. Площа басейну 67,8 км2.

## Притоки
- Крутий Місток (права).

## Розташування
Бере початок на півночі від Вітрівки. Тече переважно на північний захід через Людвинівку і на північно-західній околиці Фасівочки впадає у річку Здвиж, праву притоку Тетерева.
Населені пункти вздовж берегової смуги: Фасова, Калинівка.
Річку перетинає автомобільна дорога Т 1019.